# Dudley Herschbach
Dudley Robert Herschbach (San José, 1932. június 18. – ) amerikai kémikus. 1986-ban kémiai Nobel-díjjal tüntették ki, Li Jüan-csövel és Polányi Jánossal megosztva, „a kémiai reakciók dinamikájának kutatásáért”.

## Életrajz
1932. június 18-án született a kaliforniai San Joséban, Robert és Dorothy Herschbach hat gyermeke közül elsőként. A tudományok iránti érdeklődését 9 éves korában a National Geographic egyik csillagászati cikke keltette fel, melynek a szerzője Donald Howard Menzel volt, a Harvard Egyetem Obszervatóriumának munkatársa. A Campbell Gimnáziumban végezte el a középfokú tanulmányait. Felsőfokú tanulmányait 1950-ben kezdte meg a Stanford Egyetemen.

## Írásai
szerzőként
- Internal rotation and microwave spectroscopy. Dissertation, Harvard University 1958.
- Molecular collisions and chemical physics. World Scientific Press, Singapur 1998, ISBN 981-02-1797-8.

szerkesztőként
- Chemical Kinetics. Butterworths, London 1976, ISBN 0-408-70608-2.
- Dimensional scaling in chemical physics. Kluwer Publ., Dordrecht 1993, ISBN 0-7923-2036-0.
- In memoriam Otto Stern on the 100th anniversary of his birth. Springer International, Berlin 1988.